# حزب أستراليا المتحدة
حزب أستراليا المتحدة (بالإنجليزية: United Australia Party)‏ هو حزب سياسي أسترالي، أسس في 1931، وحل في 1945.

## أعضاء بارزون
- كود سباركل
- تحديث القائمة

- روبرت منزيس
- بيلي هيوز (1931 - 1944)
- ستانلي بروس
- جوزيف ليونس (1931 - 1939)
- جون لاثام (سياسي)
- Enid Lyons
- فريدريك ستيوارت
- Littleton Groom
- صموئيل دنيس
- Eric Spooner